# Zvezdnate noči
Zvezdnate noči je  alpinistični roman avtorja Dušana Jelinčiča in mednarodno najbolj nagrajevana slovenska knjiga vseh časov . Prvič je knjiga izšla leta 1990 v Trstu pri Založništvu tržaškega tiska, potem pa leta 2006 pri založbi Sanje. S to knjigo je Jelinčič uvedel nov stil planinskega pisanja, saj je žanrsko literaturo dvignil na nivo polnopravne literature.

## Vsebina
Roman opisuje zgodbo ene izmed najuspešnejših jugoslovanskih alpinističnih odprav v Himalajo iz leta 1986, med katero so njeni člani množično osvojili dva osemtisočaka v Karakorumu. Avtor Dušan Jelinčič je osvojil 8047 metrov visok Broad Peak. Kakor je značilno za alpinistični roman, podrobno opisuje njihovo pot, tabore, težave z vremenom in birokracijo, poleg tega pa opisuje tudi človekovo notranjost. V nasprotju z alpinističnimi romani se ne osredotoča na človekovo junaštvo, temveč na šibkosti, ki se pokažejo v skrajnih razmerah.

## Ocene in nagrade
Je še danes najbolj mednarodno nagrajeno literarno delo slovenskega pisatelja. Zanj je dobil nagrado Vstajenje, ITAS - Srebrni osat za planinsko literaturo v okviru gorniškega festivala v Trentu, nagrado  Bancarella Sport, posebno nagrado italijanskega olimpijskega odbora CONI in mednarodno nagrado Giuseppe Acerbi. 

## Izdaje in prevodi
- Slovenski izvirnik iz leta 1990 (COBISS)
- Novejša izdaja romana iz leta 2006 (COBISS)
- Ponatis te izdaje iz leta 2007 (COBISS)
- Italijanski prevod iz leta 1994 (COBISS)
- Nemški prevod iz leta 2009 (COBISS)